# Раджкумар
Раджкумар (*ಡಾ.ರಾಜ್‌ಕುಮಾರ್, 24 квітня 1929 —12 квітня 2006) — індійський актор та співак Сандалвуду, культурна ікона каннади, що отримав почесні прізвиська «Ната Саарвабхума» (імператор акторів), Бангарада Мануш'я (Людина з золота), «Бап Ната» (Обдарований актор). Знявся у більш ніж 210 фільмах мовою каннада. Перемагав у номінації на найкращого актора в кінопреміях штату Карнатака — 9 разів, Filmfare Awards South — 8 разів, а також найкращого співака фільмів каннада — 2 рази.

## Життєпис
Походив з мистецької родини. Син Путтасвамайя Мутхураджу та Лакшмамма, театральних художників. Народився у 1929 році поблизу Мадраса (на той час Британська Індія). З дитинства під впливом батька став грати у ролях в театральних виставах. У 1937 році залишив початкову школу, став зніматися у фільмах. Втім тривалий час грав лише в епізодах. Водночас став навчатися класичної музики, виступав у театральній трупі «Губбі Віран». 1951 році втратив батька. У 1953 році оженився на своїй кузині.
Лише у 1956 році вперше знявся в головній ролі в кінострічці «Bedara Kannappa». При цьому взяв псевдо «Раджкумар». Того ж року у фільмі «Ohileshwara» вперше виконав пісню, що з 1974 року стало традицією. Славу йому принесло виконання пісні «Yaare Koogadali» у фільмі «Babruvahana» 1977 року.
З 1960-х років обрав собі амплуа актора-коханця, міфологічних персонажів, борця з соціальним злом. Часто у фільмах знімався у подвійних та потрійних ролях. Крім того, знявся у 41 фільмі на історичну тематику (від подій часу Віджаянагарудо історії князівства Майсур). 1967 року отримав свою першу номінацію найкращого актора — кінопремії штату Карнатака за фільм «Bangaarada Hoovu».
У 1968 році вперше в індійському кінематографі зіграв у шпигунській стрічці «Jedara Bale» (на кшталт Джеймс Бонда). Після цього став також зніматися у ролях агентів розвідки. В одному з таких фільмів «Операція „Діамантова ракетка“» 1978 року вперше заспівав пісні англійською мовою «Якщо ти сьогодні прийдеш». Про нього відомий актор Амітабх Баччан сказав «Якби Раджкумар працював в Боллівуді, нам там робити було б нічого». Крім того, Раджкумар з дитинства став залучати своїх дітей у зйомках у кінострічках.
З початку 1970-х років став співати також пісні на релігійну тематику. 1972 року перебрався до Бангалору. Заснував кінокомпанія «Ваджрешварі Продакшн». 1973 року отримав за фільм «Gandhada Gudi» номінацію найкращого актора від Кінопремії Filmfare Awards South. З 1970-х років слава актора, а потім співака Раджкумара лише зростала. 1976 році стає почесним доктором наук від Майсурського університету.
У 1983 році отримав національну нагороду Падма Бхушан. 1992 році отримав перемогу найкращого закадрового співака від Національної кінопремії Індії — за участь у стрічці «Jeevana Chaitra». 1993 року переміг в номінації найкращого співака від кінопремії штату Карнатака. 1995 року отримав премію Дамасахеба.
2000 року Раджкумара з 3 іншими родичами було викрадено Віраппан, очільником терористичної організації Тамілнаду. За звільнення актора той зажадав звільнення з індійських тюрем своїх прихильників. Через 108 днів Раджкумара було звільнено поліцейським спецпідрозділом.
2006 року Раджкумар раптово помер. З ним простилося 2 млн осіб. Поховано в Бангалорі. 29 жовтня 2014 року в Бангалорі відбулося відкриття бронзової статуї. загалом в Карнатакі встановлено більше 1100 статуй Раджкумара.

## Родина
Дружина — Парватхамма Говда.
Діти:
- Шива (нар. 1962)
- Рагавендра (нар. 1965), продюсер і актор
- Пуніт (нар. 1975), актор
- Лакшмі
- Пурніма, акторка